# Tony Massenburg
Tony Massenburg, né le 31 juillet 1967 dans le Comté de Sussex en Virginie, est un ancien joueur américain de basket-ball. Il évoluait au poste d'ailier fort.

## Carrière
Tony Massenburg a joué dans douze équipes NBA différentes durant sa carrière. Il partage ce record avec Chucky Brown, Joe Smith et Jim Jackson.

## Palmarès
- Champion NBA 2005